# Приворотень винний
Приворотень винний (лат. Alchemilla vinacea) — багаторічна рослина роду приворотень (Alchemilla), родини розові (Rosaceae).

## Ботанічний опис
Стебла 5-25 см заввишки.
Прилистки стеблових листків пальчато-роздільні, інтенсивного винно-червоного кольору. Восени уся рослина набуває темно-червоного забарвлення.

## Поширення
В Україні поширений у гірському Криму, росте на гірських луках, узліссях, на яйлах та у лісах. Ендемічна рослина Криму.